# Liste des mammifères au Royaume-Uni
Pour des articles plus généraux, voir Liste des mammifères en Europe et Faune au Royaume-Uni.

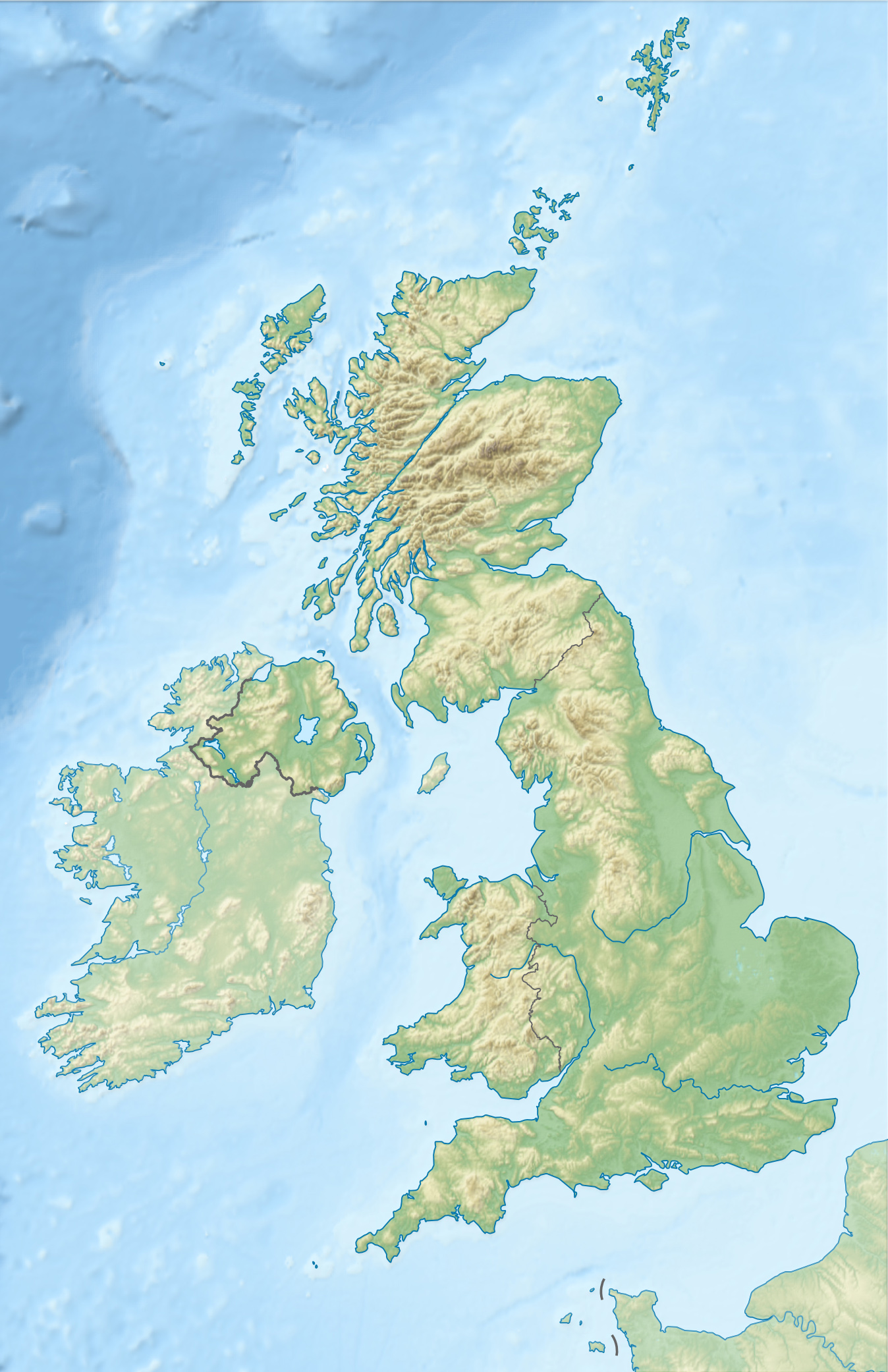
Carte topographique des nations constitutives et des dépendances de la Couronne.

Localisation du Royaume-Uni en Europe.

Cette liste commentée recense la mammalofaune au Royaume-Uni. Elle répertorie les espèces de mammifères britanniques actuels et celles qui ont été récemment classifiées comme éteintes (à partir de l'Holocène, depuis donc 11 700 ans av. J.‑C.). Comme ici ne sont référencés que les nations constitutives et les dépendances de la Couronne, cette liste ne comptabilise pas les animaux présents dans Akrotiri et dans Dhekelia, qui sont des bases militaires souveraines situées à Chypre, ni des territoires britanniques d'outre-mer, qui sont des régions disséminées un peu partout dans le monde.
Elle comporte 126 espèces réparties en onze ordres et 35 familles, dont cinq sont « en danger », cinq autres sont « vulnérables », huit sont « quasi menacées » et onze ont des « données insuffisantes » pour être classées (selon les critères de la liste rouge de l'UICN au niveau mondial).
Cette liste contient au moins 19 espèces introduites sur ce territoire, qui sont plus ou moins bien acclimatées. Il peut contenir aussi des animaux non reconnus par la liste rouge de l'UICN (deux mammifères ici) et ils sont classés en « non évalué » : cela étant dû notamment au manque de données, à des espèces domestiques, disparues ou éteintes avant le XVIe siècle. Il n'existe pas au Royaume-Uni d'espèce de mammifère endémique. Comme sous-espèces endémiques, il y a par exemple le Mulot de Saint-Kilda (Apodemus sylvaticus hirtensis) et le Cerf d'Écosse (en) (Cervus elaphus scoticus).

## Statuts de la liste rouge de l'UICN
Les statuts de conservation utilisés par la liste rouge de l'UICN mondiale sont :
| (EX) | Éteint                  | Il n'y a pas le moindre doute sur le fait que le dernier spécimen recensé est mort.                                                                   |
| (EW) | Éteint à l'état sauvage | L'espèce est connue uniquement en captivité ou en tant que population naturalisée bien en dehors de son ancienne aire de répartition.                 |
| (CR) | En danger critique      | L'espèce risque prochainement de s'éteindre à l'état sauvage.                                                                                         |
| (EN) | En danger               | L'espèce fait face à un très gros risque d'extinction à l'état sauvage.                                                                               |
| (VU) | Vulnérable              | L'espèce fait face à un gros risque d'extinction à l'état sauvage.                                                                                    |
| (NT) | Quasi menacé            | L'espèce ne satisfait pas un ou plusieurs des critères prévus qui permettraient de la catégoriser, mais pourrait risquer de s'éteindre dans le futur. |
| (LC) | Préoccupation mineure   | Il n'y a pas de risque identifiable pour l'espèce. |
| (DD) | Données insuffisantes   | Il n'y a pas d'information adéquate qui permettraient de faire une évaluation des risques pour cette espèce.                                          |
| (NE) | Non évalué              | L'espèce n'a pas encore été confrontée aux critères précédents, n'est pas reconnue par l'UICN ou bien s'est éteinte avant le XVIe siècle.             |

## Ordre:Diprotodontes

### Famille:Macropodidés
| Nom vulgaire, nom binominal et citation d'auteurs         | Nom vulgaire anglais (langue officielle du Royaume-Uni) | Origine et statut au Royaume-Uni | Aire de répartition                       | Statut UICN mondial | Image              |
| --------------------------------------------------------- | ------------------------------------------------------- | -------------------------------- | ----------------------------------------- | ------------------- | ------------------ |
| Wallaby de Bennett Macropus rufogriseus (Desmarest, 1817) | Red-necked wallaby                                      | Allochtone (Introduit),          | Aire de répartition du Wallaby de Bennett | [ 3 ]               | Wallaby de Bennett |

## Ordre:Primates

### Famille:Hominidés
| Nom vulgaire, nom binominal et citation d'auteurs | Nom vulgaire anglais (langue officielle du Royaume-Uni) | Origine et statut au Royaume-Uni | Aire de répartition                    | Statut UICN mondial | Image         |
| ------------------------------------------------- | ------------------------------------------------------- | -------------------------------- | -------------------------------------- | ------------------- | ------------- |
| Homme moderne Homo sapiens Linnaeus, 1758         | Human                                                   | Autochtone,                      | Aire de répartition de l'Homme moderne | [ 4 ]               | Homme moderne |

## Ordre:Lagomorphes

### Famille:Léporidés
| Nom vulgaire, nom binominal et citation d'auteurs       | Nom vulgaire anglais (langue officielle du Royaume-Uni) | Origine et statut au Royaume-Uni | Aire de répartition                     | Statut UICN mondial | Image            |
| ------------------------------------------------------- | ------------------------------------------------------- | -------------------------------- | --------------------------------------- | ------------------- | ---------------- |
| Lièvre d'Europe Lepus europaeus Pallas, 1778            | European hare                                           | Allochtone (Introduit)           | Aire de répartition du Lièvre d'Europe  | [ 5 ]               | Lièvre d'Europe  |
| Lièvre variable Lepus timidus Linnaeus, 1758            | Mountain hare                                           | Autochtone                       | Aire de répartition du Lièvre variable  | [ 6 ]               | Lièvre variable  |
| Lapin de garenne Oryctolagus cuniculus (Linnaeus, 1758) | European rabbit                                         | Allochtone (Introduit)           | Aire de répartition du Lapin de garenne | [ 7 ]               | Lapin de garenne |

### Famille:Ochotonidés
| Nom vulgaire, nom binominal et citation d'auteurs | Nom vulgaire anglais (langue officielle du Royaume-Uni) | Origine et statut au Royaume-Uni | Aire de répartition                     | Statut UICN mondial | Image            |
| ------------------------------------------------- | ------------------------------------------------------- | -------------------------------- | --------------------------------------- | ------------------- | ---------------- |
| Pika des steppes Ochotona pusilla (Pallas, 1769)  | Steppe pika                                             | Autochtone (Disparu),            | Aire de répartition du Pika des steppes | [ 9 ]               | Pika des steppes |

## Ordre:Rodentiens

### Famille:Castoridés
| Nom vulgaire, nom binominal et citation d'auteurs | Nom vulgaire anglais (langue officielle du Royaume-Uni) | Origine et statut au Royaume-Uni | Aire de répartition                     | Statut UICN mondial | Image            |
| ------------------------------------------------- | ------------------------------------------------------- | -------------------------------- | --------------------------------------- | ------------------- | ---------------- |
| Castor d'Eurasie Castor fiber Linnaeus, 1758      | Eurasian beaver                                         | Autochtone (Réintroduit),        | Aire de répartition du Castor d'Eurasie | [ 11 ]              | Castor d'Eurasie |

### Famille:Cricétidés
| Nom vulgaire, nom binominal et citation d'auteurs       | Nom vulgaire anglais (langue officielle du Royaume-Uni) | Origine et statut au Royaume-Uni | Aire de répartition                         | Statut UICN mondial | Image                |
| ------------------------------------------------------- | ------------------------------------------------------- | -------------------------------- | ------------------------------------------- | ------------------- | -------------------- |
| Campagnol terrestre Arvicola amphibius (Linnaeus, 1758) | European water vole                                     | Autochtone                       | Aire de répartition du Campagnol terrestre  | [ 12 ]              | Campagnol terrestre  |
| Campagnol nordique Microtus oeconomus (Pallas, 1776)    | Tundra vole                                             | Autochtone (Disparu)             | Illustration manquante                      | [ 13 ]              | Campagnol nordique   |
| Campagnol agreste Microtus agrestis (Linnaeus, 1761)    | Field vole                                              | Autochtone                       | Aire de répartition du Campagnol agreste    | [ 14 ]              | Campagnol agreste    |
| Campagnol des champs Microtus arvalis (Pallas, 1778)    | Common vole                                             | Autochtone                       | Aire de répartition du Campagnol des champs | [ 15 ]              | Campagnol des champs |
| Lemming arctique Dicrostonyx torquatus (Pallas, 1778)   | Arctic lemming                                          | Autochtone (Disparu)             | Illustration manquante                      | [ 16 ]              | Lemming arctique     |
| Lemming des toundras Lemmus lemmus (Linnaeus, 1758)     | Norway lemming                                          | Autochtone (Disparu)             | Aire de répartition du Lemming des toundras | [ 17 ]              | Lemming des toundras |
| Campagnol roussâtre Myodes glareolus Schreber, 1780     | Bank vole                                               | Allochtone,                      | Aire de répartition du Campagnol roussâtre  | [ 18 ]              | Campagnol roussâtre  |

### Famille:Muridés
| Nom vulgaire, nom binominal et citation d'auteurs     | Nom vulgaire anglais (langue officielle du Royaume-Uni) | Origine et statut au Royaume-Uni | Aire de répartition                     | Statut UICN mondial | Image            |
| ----------------------------------------------------- | ------------------------------------------------------- | -------------------------------- | --------------------------------------- | ------------------- | ---------------- |
| Mulot à collier Apodemus flavicollis (Melchior, 1834) | Yellow-necked mouse                                     | Autochtone                       | Aire de répartition du Mulot à collier  | [ 19 ]              | Mulot à collier  |
| Mulot sylvestre Apodemus sylvaticus (Linnaeus, 1758)  | Wood mouse                                              | Autochtone                       | Aire de répartition du Mulot sylvestre  | [ 20 ]              | Mulot sylvestre  |
| Rat des moissons Micromys minutus (Pallas, 1771)      | Eurasian harvest mouse                                  | Autochtone                       | Aire de répartition du Rat des moissons | [ 21 ]              | Rat des moissons |
| Souris grise Mus musculus Linnaeus, 1758              | House mouse                                             | Allochtone (Introduit),          | Aire de répartition de la Souris grise  | [ 22 ]              | Souris grise     |
| Rat surmulot Rattus norvegicus (Berkenhout, 1769)     | Brown rat                                               | Allochtone (Introduit)           | Aire de répartition du Rat surmulot     | [ 24 ]              | Rat surmulot     |
| Rat noir Rattus rattus (Linnaeus, 1758)               | Black rat                                               | Allochtone (Introduit)           | Aire de répartition du Rat noir         | [ 25 ]              | Rat noir         |

### Famille:Gliridés
| Nom vulgaire, nom binominal et citation d'auteurs   | Nom vulgaire anglais (langue officielle du Royaume-Uni) | Origine et statut au Royaume-Uni | Aire de répartition                 | Statut UICN mondial | Image        |
| --------------------------------------------------- | ------------------------------------------------------- | -------------------------------- | ----------------------------------- | ------------------- | ------------ |
| Loir gris Glis glis Linnaeus, 1766                  | Edible dormouse                                         | Allochtone (Introduit)           | Aire de répartition du Loir gris    | [ 26 ]              | Loir gris    |
| Lérot commun Eliomys quercinus (Linnaeus, 1766)     | Garden dormouse                                         | Autochtone (Disparu)             | Aire de répartition du Lérot commun | [ 27 ]              | Lérot commun |
| Muscardin Muscardinus avellanarius (Linnaeus, 1758) | Hazel dormouse                                          | Autochtone                       | Aire de répartition du Muscardin    | [ 28 ]              | Muscardin    |

### Famille:Sciuridés
| Nom vulgaire, nom binominal et citation d'auteurs | Nom vulgaire anglais (langue officielle du Royaume-Uni) | Origine et statut au Royaume-Uni | Aire de répartition                    | Statut UICN mondial | Image         |
| ------------------------------------------------- | ------------------------------------------------------- | -------------------------------- | -------------------------------------- | ------------------- | ------------- |
| Écureuil gris Sciurus carolinensis Gmelin, 1788   | Eastern gray squirrel                                   | Allochtone (Introduit)           | Aire de répartition de l'Écureuil gris | [ 29 ]              | Écureuil gris |
| Écureuil roux Sciurus vulgaris Linnaeus, 1758     | Red squirrel                                            | Allochtone                       | Aire de répartition de l'Écureuil roux | [ 30 ]              | Écureuil roux |

## Ordre:Érinacéomorphes

### Famille:Érinacéidés
| Nom vulgaire, nom binominal et citation d'auteurs  | Nom vulgaire anglais (langue officielle du Royaume-Uni) | Origine et statut au Royaume-Uni | Aire de répartition                    | Statut UICN mondial | Image           |
| -------------------------------------------------- | ------------------------------------------------------- | -------------------------------- | -------------------------------------- | ------------------- | --------------- |
| Hérisson commun Erinaceus europaeus Linnaeus, 1758 | European hedgehog                                       | Allochtone                       | Aire de répartition du Hérisson commun | [ 31 ]              | Hérisson commun |

## Ordre:Soricomorphes

### Famille:Soricidés
| Nom vulgaire, nom binominal et citation d'auteurs         | Nom vulgaire anglais (langue officielle du Royaume-Uni) | Origine et statut au Royaume-Uni | Aire de répartition                             | Statut UICN mondial | Image                 |
| --------------------------------------------------------- | ------------------------------------------------------- | -------------------------------- | ----------------------------------------------- | ------------------- | --------------------- |
| Crocidure musette Crocidura russula (Hermann, 1780)       | Greater white-toothed shrew                             | Allochtone (Introduit)           | Aire de répartition de la Crocidure musette     | [ 33 ]              | Crocidure musette     |
| Crocidure des jardins Crocidura suaveolens (Pallas, 1811) | Lesser white-toothed shrew                              | Allochtone (Introduit)           | Aire de répartition de la Crocidure des jardins | [ 35 ]              | Crocidure des jardins |
| Crossope aquatique Neomys fodiens (Pennant, 1771)         | Eurasian water shrew                                    | Autochtone                       | Aire de répartition de la Crossope aquatique    | [ 36 ]              | Crossope aquatique    |
| Musaraigne carrelet Sorex araneus Linnaeus, 1758          | Common shrew                                            | Autochtone                       | Aire de répartition de la Musaraigne carrelet   | [ 37 ]              | Musaraigne carrelet   |
| Musaraigne couronnée Sorex coronatus Millet, 1828         | Crowned shrew                                           | Allochtone (Introduit)           | Aire de répartition de la Musaraigne couronnée  | [ 38 ]              | Musaraigne couronnée  |
| Musaraigne pygmée Sorex minutus Linnaeus, 1766            | Eurasian pygmy shrew                                    | Autochtone                       | Aire de répartition de la Musaraigne pygmée     | [ 39 ]              | Musaraigne pygmée     |

### Famille:Talpidés
| Nom vulgaire, nom binominal et citation d'auteurs | Nom vulgaire anglais (langue officielle du Royaume-Uni) | Origine et statut au Royaume-Uni | Aire de répartition                      | Statut UICN mondial | Image          |
| ------------------------------------------------- | ------------------------------------------------------- | -------------------------------- | ---------------------------------------- | ------------------- | -------------- |
| Taupe d'Europe Talpa europaea Linnaeus, 1758      | European mole                                           | Autochtone                       | Aire de répartition de la Taupe d'Europe | [ 40 ]              | Taupe d'Europe |

## Ordre:Chiroptères

### Famille:Molossidés
| Nom vulgaire, nom binominal et citation d'auteurs       | Nom vulgaire anglais (langue officielle du Royaume-Uni) | Origine et statut au Royaume-Uni | Aire de répartition                       | Statut UICN mondial | Image              |
| ------------------------------------------------------- | ------------------------------------------------------- | -------------------------------- | ----------------------------------------- | ------------------- | ------------------ |
| Molosse de Cestoni Tadarida teniotis (Rafinesque, 1814) | European free-tailed bat                                | Erratique,                       | Aire de répartition du Molosse de Cestoni | [ 42 ]              | Molosse de Cestoni |

### Famille:Rhinolophidés
| Nom vulgaire, nom binominal et citation d'auteurs           | Nom vulgaire anglais (langue officielle du Royaume-Uni) | Origine et statut au Royaume-Uni | Aire de répartition                     | Statut UICN mondial | Image            |
| ----------------------------------------------------------- | ------------------------------------------------------- | -------------------------------- | --------------------------------------- | ------------------- | ---------------- |
| Grand Rhinolophe Rhinolophus ferrumequinum (Schreber, 1774) | Greater horseshoe bat                                   | Autochtone                       | Aire de répartition du Grand Rhinolophe | [ 43 ]              | Grand Rhinolophe |
| Petit Rhinolophe Rhinolophus hipposideros (Bechstein, 1800) | Lesser horseshoe bat                                    | Autochtone                       | Aire de répartition du Petit Rhinolophe | [ 44 ]              | Petit Rhinolophe |

### Famille:Vespertilionidés
| Nom vulgaire, nom binominal et citation d'auteurs                           | Nom vulgaire anglais (langue officielle du Royaume-Uni) | Origine et statut au Royaume-Uni | Aire de répartition                                | Statut UICN mondial | Image                       |
| --------------------------------------------------------------------------- | ------------------------------------------------------- | -------------------------------- | -------------------------------------------------- | ------------------- | --------------------------- |
| Murin d'Alcathoé Myotis alcathoe von Helversen & Heller, 2001               | Alcathoe whiskered bat                                  | Autochtone                       | Aire de répartition du Murin d'Alcathoé            | [ 46 ]              | Murin d'Alcathoé            |
| Murin de Bechstein Myotis bechsteinii (Kuhl, 1817)                          | Bechstein's bat                                         | Autochtone                       | Aire de répartition du Murin de Bechstein          | [ 47 ]              | Murin de Bechstein          |
| Murin de Brandt Myotis brandtii (Eversmann, 1845)                           | Brandt's bat                                            | Autochtone                       | Aire de répartition du Murin de Brandt             | [ 48 ]              | Murin de Brandt             |
| Murin des marais Myotis dasycneme (Boie, 1825)                              | Pond bat                                                | Erratique                        | Aire de répartition du Murin des marais            | [ 49 ]              | Murin des marais            |
| Murin de Daubenton Myotis daubentonii (Kuhl, 1817)                          | Daubenton's bat                                         | Autochtone                       | Aire de répartition du Murin de Daubenton          | [ 50 ]              | Murin de Daubenton          |
| Murin à oreilles échancrées Myotis emarginatus (É. Geoffroy, 1806)          | Geoffroy's bat                                          | Erratique                        | Aire de répartition du Murin à oreilles échancrées | [ 52 ]              | Murin à oreilles échancrées |
| Grand Murin Myotis myotis (Borkhausen, 1797)                                | Greater mouse-eared bat                                 | Autochtone (Peut-être disparu),  | Aire de répartition du Grand Murin                 | [ 53 ]              | Grand Murin                 |
| Murin à moustaches Myotis mystacinus (Kuhl, 1817)                           | Whiskered bat                                           | Autochtone                       | Aire de répartition du Murin à moustaches          | [ 54 ]              | Murin à moustaches          |
| Murin de Natterer Myotis nattereri (Kuhl, 1817)                             | Natterer's bat                                          | Autochtone                       | Aire de répartition du Murin de Natterer           | [ 55 ]              | Murin de Natterer           |
| Sérotine de Nilsson Eptesicus nilssonii (Keyserling & Blasius, 1839)        | Northern bat                                            | Erratique                        | Aire de répartition de la Sérotine de Nilsson      | [ 56 ]              | Sérotine de Nilsson         |
| Sérotine commune Eptesicus serotinus (Schreber, 1774)                       | Serotine bat                                            | Autochtone                       | Aire de répartition de la Sérotine commune         | [ 57 ]              | Sérotine commune            |
| Chauve-souris cendrée Lasiurus cinereus (Beauvois, 1796)                    | Hoary bat                                               | Erratique                        | Aire de répartition de la Chauve-souris cendrée    | [ 59 ]              | Chauve-souris cendrée       |
| Noctule de Leisler Nyctalus leisleri (Kuhl, 1817)                           | Lesser noctule                                          | Autochtone                       | Aire de répartition de la Noctule de Leisler       | [ 60 ]              | Noctule de Leisler          |
| Noctule commune Nyctalus noctula (Schreber, 1774)                           | Common noctule                                          | Autochtone                       | Aire de répartition de la Noctule commune          | [ 61 ]              | Noctule commune             |
| Pipistrelle de Kuhl Pipistrellus kuhlii (Kuhl, 1817)                        | Kuhl's pipistrelle                                      | Erratique                        | Aire de répartition de la Pipistrelle de Kuhl      | [ 63 ]              | Pipistrelle de Kuhl         |
| Pipistrelle de Nathusius Pipistrellus nathusii (Keyserling & Blasius, 1839) | Nathusius' pipistrelle                                  | Allochtone                       | Aire de répartition de la Pipistrelle de Nathusius | [ 64 ]              | Pipistrelle de Nathusius    |
| Pipistrelle commune Pipistrellus pipistrellus (Schreber, 1774)              | Common pipistrelle                                      | Autochtone                       | Aire de répartition de la Pipistrelle commune      | [ 65 ]              | Pipistrelle commune         |
| Pipistrelle pygmée Pipistrellus pygmaeus (Leach, 1825)                      | Soprano pipistrelle                                     | Autochtone                       | Aire de répartition de la Pipistrelle pygmée       | [ 66 ]              | Pipistrelle pygmée          |
| Barbastelle d'Europe Barbastella barbastellus (Schreber, 1774)              | Barbastelle                                             | Autochtone                       | Aire de répartition de la Barbastelle d'Europe     | [ 67 ]              | Barbastelle d'Europe        |
| Oreillard roux Plecotus auritus (Linnaeus, 1758)                            | Brown long-eared bat                                    | Autochtone                       | Aire de répartition de l'Oreillard roux            | [ 68 ]              | Oreillard roux              |
| Oreillard gris Plecotus austriacus (J. Fischer, 1829)                       | Grey long-eared bat                                     | Autochtone                       | Aire de répartition de l'Oreillard gris            | [ 69 ]              | Oreillard gris              |
| Vespère de Savi Hypsugo savii (Bonaparte, 1837)                             | Savi's pipistrelle                                      | Erratique                        | Aire de répartition de la Vespère de Savi          | [ 70 ]              | Vespère de Savi             |
| Sérotine bicolore Vespertilio murinus Linnaeus, 1758                        | Particoloured bat                                       | Erratique                        | Aire de répartition de la Sérotine bicolore        | [ 71 ]              | Sérotine bicolore           |

## Ordre:Cétacés

### Famille:Balænidés
| Nom vulgaire, nom binominal et citation d'auteurs     | Nom vulgaire anglais (langue officielle du Royaume-Uni) | Origine et statut au Royaume-Uni      | Aire de répartition                          | Statut UICN mondial | Image              |
| ----------------------------------------------------- | ------------------------------------------------------- | ------------------------------------- | -------------------------------------------- | ------------------- | ------------------ |
| Baleine boréale Balaena mysticetus Linnaeus, 1758     | Bowhead whale                                           | Erratique                             | Aire de répartition de la Baleine boréale    | [ 73 ]              | Baleine boréale    |
| Baleine de Biscaye Eubalaena glacialis (Müller, 1776) | North Atlantic right whale                              | Autochtone (Disparu, puis erratique), | Aire de répartition de la Baleine de Biscaye | [ 74 ]              | Baleine de Biscaye |

### Famille:Balænoptéridés
| Nom vulgaire, nom binominal et citation d'auteurs          | Nom vulgaire anglais (langue officielle du Royaume-Uni) | Origine et statut au Royaume-Uni | Aire de répartition                        | Statut UICN mondial | Image            |
| ---------------------------------------------------------- | ------------------------------------------------------- | -------------------------------- | ------------------------------------------ | ------------------- | ---------------- |
| Baleine de Minke Balaenoptera acutorostrata Lacépède, 1804 | Common minke whale                                      | Autochtone                       | Aire de répartition de la Baleine de Minke | [ 76 ]              | Baleine de Minke |
| Rorqual boréal Balaenoptera borealis Lesson, 1828          | Sei whale                                               | Autochtone                       | Aire de répartition du Rorqual boréal      | [ 77 ]              | Rorqual boréal   |
| Baleine bleue Balaenoptera musculus (Linnaeus, 1758)       | Blue whale                                              | Erratique                        | Aire de répartition de la Baleine bleue    | [ 78 ]              | Baleine bleue    |
| Rorqual commun Balaenoptera physalus (Linnaeus, 1758)      | Fin whale                                               | Autochtone                       | Aire de répartition du Rorqual commun      | [ 79 ]              | Rorqual commun   |
| Baleine à bosse Megaptera novaeangliae (Borowski, 1781)    | Humpback whale                                          | Autochtone                       | Aire de répartition de la Baleine à bosse  | [ 80 ]              | Baleine à bosse  |

### Famille:Eschrichtiidés
| Nom vulgaire, nom binominal et citation d'auteurs      | Nom vulgaire anglais (langue officielle du Royaume-Uni) | Origine et statut au Royaume-Uni | Aire de répartition                     | Statut UICN mondial | Image         |
| ------------------------------------------------------ | ------------------------------------------------------- | -------------------------------- | --------------------------------------- | ------------------- | ------------- |
| Baleine grise Eschrichtius robustus (Lilljeborg, 1861) | Gray whale                                              | Autochtone (Disparu)             | Aire de répartition de la Baleine grise | [ 82 ]              | Baleine grise |

### Famille:Delphinidés
| Nom vulgaire, nom binominal et citation d'auteurs                    | Nom vulgaire anglais (langue officielle du Royaume-Uni) | Origine et statut au Royaume-Uni | Aire de répartition                                  | Statut UICN mondial | Image                         |
| -------------------------------------------------------------------- | ------------------------------------------------------- | -------------------------------- | ---------------------------------------------------- | ------------------- | ----------------------------- |
| Dauphin commun Delphinus delphis Linnaeus, 1758                      | Short-beaked common dolphin                             | Autochtone                       | Aire de répartition du Dauphin commun                | [ 83 ]              | Dauphin commun                |
| Globicéphale noir Globicephala melas (Traill, 1809)                  | Long-finned pilot whale                                 | Autochtone                       | Aire de répartition du Globicéphale noir             | [ 84 ]              | Globicéphale noir             |
| Dauphin de Risso Grampus griseus (G. Cuvier, 1812)                   | Risso's dolphin                                         | Autochtone                       | Aire de répartition du Dauphin de Risso              | [ 85 ]              | Dauphin de Risso              |
| Dauphin de Fraser Lagenodelphis hosei Fraser, 1956                   | Fraser's dolphin                                        | Erratique                        | Aire de répartition du Dauphin de Fraser             | [ 86 ]              | Dauphin de Fraser             |
| Lagénorhynque à flancs blancs Lagenorhynchus acutus (Gray, 1828)     | Atlantic white-sided dolphin                            | Autochtone                       | Aire de répartition du Lagénorhynque à flancs blancs | [ 87 ]              | Lagénorhynque à flancs blancs |
| Lagénorhynque à rostre blanc Lagenorhynchus albirostris (Gray, 1846) | White-beaked dolphin                                    | Autochtone                       | Aire de répartition du Lagénorhynque à rostre blanc  | [ 88 ]              | Lagénorhynque à rostre blanc  |
| Orque Orcinus orca (Linnaeus, 1758)                                  | Killer whale                                            | Autochtone                       | Aire de répartition de l'Orque                       | [ 89 ]              | Orque                         |
| Péponocéphale Peponocephala electra (Gray, 1846)                     | Melon-headed whale                                      | Erratique                        | Aire de répartition du Péponocéphale                 | [ 90 ]              | Péponocéphale                 |
| Fausse Orque Pseudorca crassidens (Owen, 1846)                       | False killer whale                                      | Erratique                        | Aire de répartition de la Fausse Orque               | [ 91 ]              | Fausse Orque                  |
| Dauphin bleu et blanc Stenella coeruleoalba (Meyen, 1833)            | Striped dolphin                                         | Autochtone                       | Aire de répartition du Dauphin bleu et blanc         | [ 92 ]              | Dauphin bleu et blanc         |
| Grand Dauphin commun Tursiops truncatus (Montagu, 1821)              | Common bottlenose dolphin                               | Autochtone                       | Aire de répartition du Grand Dauphin commun          | [ 93 ]              | Grand Dauphin commun          |

### Famille:Monodontidés
| Nom vulgaire, nom binominal et citation d'auteurs | Nom vulgaire anglais (langue officielle du Royaume-Uni) | Origine et statut au Royaume-Uni | Aire de répartition            | Statut UICN mondial | Image   |
| ------------------------------------------------- | ------------------------------------------------------- | -------------------------------- | ------------------------------ | ------------------- | ------- |
| Bélouga Delphinapterus leucas (Pallas, 1776)      | Beluga                                                  | Erratique                        | Aire de répartition du Bélouga | [ 94 ]              | Bélouga |
| Narval Monodon monoceros Linnaeus, 1758           | Narwhal                                                 | Erratique                        | Aire de répartition du Narval  | [ 95 ]              | Narval  |

### Famille:Phocœnidés
| Nom vulgaire, nom binominal et citation d'auteurs  | Nom vulgaire anglais (langue officielle du Royaume-Uni) | Origine et statut au Royaume-Uni | Aire de répartition                    | Statut UICN mondial | Image           |
| -------------------------------------------------- | ------------------------------------------------------- | -------------------------------- | -------------------------------------- | ------------------- | --------------- |
| Marsouin commun Phocoena phocoena (Linnaeus, 1758) | Harbour porpoise                                        | Autochtone                       | Aire de répartition du Marsouin commun | [ 96 ]              | Marsouin commun |

### Famille:Kogiidés
| Nom vulgaire, nom binominal et citation d'auteurs  | Nom vulgaire anglais (langue officielle du Royaume-Uni) | Origine et statut au Royaume-Uni | Aire de répartition                    | Statut UICN mondial | Image           |
| -------------------------------------------------- | ------------------------------------------------------- | -------------------------------- | -------------------------------------- | ------------------- | --------------- |
| Cachalot pygmée Kogia breviceps (Blainville, 1838) | Pygmy sperm whale                                       | Erratique                        | Aire de répartition du Cachalot pygmée | [ 97 ]              | Cachalot pygmée |
| Cachalot nain Kogia sima (Owen, 1866)              | Dwarf sperm whale                                       | Erratique                        | Aire de répartition du Cachalot nain   | [ 98 ]              | Cachalot nain   |

### Famille:Physétéridés
| Nom vulgaire, nom binominal et citation d'auteurs    | Nom vulgaire anglais (langue officielle du Royaume-Uni) | Origine et statut au Royaume-Uni | Aire de répartition                   | Statut UICN mondial | Image          |
| ---------------------------------------------------- | ------------------------------------------------------- | -------------------------------- | ------------------------------------- | ------------------- | -------------- |
| Grand Cachalot Physeter macrocephalus Linnaeus, 1758 | Sperm whale                                             | Autochtone                       | Aire de répartition du Grand Cachalot | [ 99 ]              | Grand Cachalot |

### Famille:Ziphiidés
| Nom vulgaire, nom binominal et citation d'auteurs                   | Nom vulgaire anglais (langue officielle du Royaume-Uni) | Origine et statut au Royaume-Uni | Aire de répartition                               | Statut UICN mondial | Image                    |
| ------------------------------------------------------------------- | ------------------------------------------------------- | -------------------------------- | ------------------------------------------------- | ------------------- | ------------------------ |
| Hypérodon boréal Hyperoodon ampullatus (Forster, 1770)              | Northern bottlenose whale                               | Autochtone                       | Aire de répartition du Hypérodon boréal           | [ 100 ]             | Hypérodon boréal         |
| Mésoplodon de Sowerby Mesoplodon bidens (Sowerby, 1804)             | Sowerby's beaked whale                                  | Erratique                        | Aire de répartition du Mésoplodon de Sowerby      | [ 101 ]             | Mésoplodon de Sowerby    |
| Mésoplodon de Blainville Mesoplodon densirostris (Blainville, 1817) | Blainville's beaked whale                               | Erratique                        | Aire de répartition du Mésoplodon de Blainville   | [ 102 ]             | Mésoplodon de Blainville |
| Mésoplodon de Gervais Mesoplodon europaeus (Gervais, 1855)          | Gervais' beaked whale                                   | Erratique                        | Aire de répartition du Mésoplodon de Gervais      | [ 104 ]             | Mésoplodon de Gervais    |
| Mésoplodon de True Mesoplodon mirus True, 1913                      | True's beaked whale                                     | Erratique                        | Aire de répartition du Mésoplodon de True         | [ 105 ]             | Mésoplodon de True       |
| Baleine à bec de Cuvier Ziphius cavirostris G. Cuvier, 1823         | Cuvier's beaked whale                                   | Erratique                        | Aire de répartition de la Baleine à bec de Cuvier | [ 106 ]             | Baleine à bec de Cuvier  |

## Ordre:Artiodactyles

### Famille:Bovidés
| Nom vulgaire, nom binominal et citation d'auteurs | Nom vulgaire anglais (langue officielle du Royaume-Uni) | Origine et statut au Royaume-Uni    | Aire de répartition                          | Statut UICN mondial | Image                 |
| ------------------------------------------------- | ------------------------------------------------------- | ----------------------------------- | -------------------------------------------- | ------------------- | --------------------- |
| Taurin Bos taurus Linnaeus, 1758                  | Cattle                                                  | Autochtone (Peut-être réintroduit), | Aire de répartition du Taurin                | (NE)                | Taurin                |
| Chèvre égagre Capra hircus Linnaeus, 1758         | Wild goat                                               | Allochtone (Introduit)              | Aire de répartition de la Chèvre égagre      | [ 109 ]             | Chèvre égagre         |
| Mouflon méditerranéen Ovis aries Linnaeus, 1758   | Mouflon                                                 | Allochtone (Introduit)              | Aire de répartition du Mouflon méditerranéen | [ 110 ]             | Mouflon méditerranéen |

### Famille:Cervidés
| Nom vulgaire, nom binominal et citation d'auteurs       | Nom vulgaire anglais (langue officielle du Royaume-Uni) | Origine et statut au Royaume-Uni | Aire de répartition                       | Statut UICN mondial | Image              |
| ------------------------------------------------------- | ------------------------------------------------------- | -------------------------------- | ----------------------------------------- | ------------------- | ------------------ |
| Élan Alces alces (Linnaeus, 1758)                       | Moose                                                   | Autochtone (Disparu)             | Aire de répartition de l'Élan             | [ 111 ]             | Élan               |
| Chevreuil européen Capreolus capreolus (Linnaeus, 1758) | European roe deer                                       | Autochtone                       | Aire de répartition du Chevreuil européen | [ 112 ]             | Chevreuil européen |
| Hydropote chinois Hydropotes inermis Swinhoe, 1870      | Water deer                                              | Allochtone (Introduit)           | Illustration manquante                    | [ 113 ]             | Hydropote chinois  |
| Renne Rangifer tarandus (Linnaeus, 1758)                | Reindeer                                                | Autochtone (Réintroduit)         | Aire de répartition du Renne              | [ 114 ]             | Renne              |
| Cerf élaphe Cervus elaphus Linnaeus, 1758               | Red deer                                                | Autochtone                       | Aire de répartition du Cerf élaphe        | [ 115 ]             | Cerf élaphe        |
| Cerf sika Cervus nippon Temminck, 1838                  | Sika deer                                               | Allochtone (Introduit)           | Illustration manquante                    | [ 116 ]             | Cerf sika          |
| Daim européen Dama dama (Linnaeus, 1758)                | Fallow deer                                             | Allochtone (Introduit)           | Aire de répartition du Daim européen      | [ 117 ]             | Daim européen      |
| Cerf géant Megaloceros giganteus (Blumenbach, 1799)     | Irish elk                                               | Autochtone (Éteint),             | Aire de répartition du Cerf géant         | (NE)                | Cerf géant         |
| Muntjac de Chine Muntiacus reevesi (Ogilby, 1839)       | Reeves's muntjac                                        | Allochtone (Introduit)           | Illustration manquante                    | [ 118 ]             | Muntjac de Chine   |

### Famille:Suidés
| Nom vulgaire, nom binominal et citation d'auteurs | Nom vulgaire anglais (langue officielle du Royaume-Uni) | Origine et statut au Royaume-Uni | Aire de répartition                       | Statut UICN mondial | Image              |
| ------------------------------------------------- | ------------------------------------------------------- | -------------------------------- | ----------------------------------------- | ------------------- | ------------------ |
| Sanglier d'Eurasie Sus scrofa Linnaeus, 1758      | Wild boar                                               | Autochtone (Réintroduit)         | Aire de répartition du Sanglier d'Eurasie | [ 119 ]             | Sanglier d'Eurasie |

## Ordre:Périssodactyles

### Famille:Équidés
| Nom vulgaire, nom binominal et citation d'auteurs | Nom vulgaire anglais (langue officielle du Royaume-Uni) | Origine et statut au Royaume-Uni    | Aire de répartition           | Statut UICN mondial | Image  |
| ------------------------------------------------- | ------------------------------------------------------- | ----------------------------------- | ----------------------------- | ------------------- | ------ |
| Cheval Equus caballus Linnaeus, 1758              | Horse                                                   | Autochtone (Peut-être réintroduit), | Aire de répartition du Cheval | [ 122 ]             | Cheval |

## Ordre:Carnivores

### Famille:Canidés
| Nom vulgaire, nom binominal et citation d'auteurs | Nom vulgaire anglais (langue officielle du Royaume-Uni) | Origine et statut au Royaume-Uni | Aire de répartition                   | Statut UICN mondial | Image          |
| ------------------------------------------------- | ------------------------------------------------------- | -------------------------------- | ------------------------------------- | ------------------- | -------------- |
| Loup gris Canis lupus Linnaeus, 1758              | Gray wolf                                               | Autochtone (Disparu)             | Aire de répartition du Loup gris      | [ 123 ]             | Loup gris      |
| Renard polaire Vulpes lagopus Linnaeus, 1758      | Arctic fox                                              | Autochtone (Disparu)             | Aire de répartition du Renard polaire | [ 124 ]             | Renard polaire |
| Renard roux Vulpes vulpes (Linnaeus, 1758)        | Red fox                                                 | Autochtone                       | Aire de répartition du Renard roux    | [ 125 ]             | Renard roux    |

### Famille:Ursidés
| Nom vulgaire, nom binominal et citation d'auteurs | Nom vulgaire anglais (langue officielle du Royaume-Uni) | Origine et statut au Royaume-Uni | Aire de répartition                | Statut UICN mondial | Image     |
| ------------------------------------------------- | ------------------------------------------------------- | -------------------------------- | ---------------------------------- | ------------------- | --------- |
| Ours brun Ursus arctos Linnaeus, 1758             | Brown bear                                              | Autochtone (Disparu)             | Aire de répartition de l'Ours brun | [ 126 ]             | Ours brun |

### Famille:Méphitidés
| Nom vulgaire, nom binominal et citation d'auteurs  | Nom vulgaire anglais (langue officielle du Royaume-Uni) | Origine et statut au Royaume-Uni      | Aire de répartition                       | Statut UICN mondial | Image           |
| -------------------------------------------------- | ------------------------------------------------------- | ------------------------------------- | ----------------------------------------- | ------------------- | --------------- |
| Mouffette rayée Mephitis mephitis (Schreber, 1776) | Striped skunk                                           | Allochtone (Peut-être non acclimaté), | Aire de répartition de la Mouffette rayée | [ 128 ]             | Mouffette rayée |

### Famille:Mustélidés
| Nom vulgaire, nom binominal et citation d'auteurs | Nom vulgaire anglais (langue officielle du Royaume-Uni) | Origine et statut au Royaume-Uni     | Aire de répartition                         | Statut UICN mondial | Image             |
| ------------------------------------------------- | ------------------------------------------------------- | ------------------------------------ | ------------------------------------------- | ------------------- | ----------------- |
| Loutre d'Europe Lutra lutra (Linnaeus, 1758)      | European otter                                          | Autochtone                           | Aire de répartition de la Loutre d'Europe   | [ 129 ]             | Loutre d'Europe   |
| Martre d'Amérique Martes americana (Turton, 1806) | American marten                                         | Allochtone (Peut-être non acclimaté) | Aire de répartition de la Martre d'Amérique | [ 131 ]             | Martre d'Amérique |
| Martre des pins Martes martes (Linnaeus, 1758)    | European pine marten                                    | Autochtone                           | Aire de répartition de la Martre des pins   | [ 132 ]             | Martre des pins   |
| Blaireau européen Meles meles (Linnaeus, 1758)    | European badger                                         | Autochtone                           | Aire de répartition du Blaireau européen    | [ 133 ]             | Blaireau européen |
| Hermine Mustela erminea Linnaeus, 1758            | Stoat                                                   | Autochtone                           | Aire de répartition de l'Hermine            | [ 134 ]             | Hermine           |
| Belette d'Europe Mustela nivalis Linnaeus, 1766   | Least weasel                                            | Autochtone                           | Aire de répartition de la Belette d'Europe  | [ 135 ]             | Belette d'Europe  |
| Putois d'Europe Mustela putorius Linnaeus, 1758   | European polecat                                        | Autochtone                           | Aire de répartition du Putois d'Europe      | [ 136 ]             | Putois d'Europe   |
| Vison d'Amérique Neovison vison (Schreber, 1777)  | American mink                                           | Allochtone (Introduit)               | Aire de répartition du Vison d'Amérique     | [ 137 ]             | Vison d'Amérique  |

### Famille:Odobénidés
| Nom vulgaire, nom binominal et citation d'auteurs | Nom vulgaire anglais (langue officielle du Royaume-Uni) | Origine et statut au Royaume-Uni | Aire de répartition          | Statut UICN mondial | Image |
| ------------------------------------------------- | ------------------------------------------------------- | -------------------------------- | ---------------------------- | ------------------- | ----- |
| Morse Odobenus rosmarus (Linnaeus, 1758)          | Walrus                                                  | Erratique                        | Aire de répartition du Morse | [ 138 ]             | Morse |

### Famille:Phocidés
| Nom vulgaire, nom binominal et citation d'auteurs             | Nom vulgaire anglais (langue officielle du Royaume-Uni) | Origine et statut au Royaume-Uni | Aire de répartition                        | Statut UICN mondial | Image               |
| ------------------------------------------------------------- | ------------------------------------------------------- | -------------------------------- | ------------------------------------------ | ------------------- | ------------------- |
| Phoque à capuchon Cystophora cristata (Erxleben, 1777)        | Hooded seal                                             | Erratique                        | Aire de répartition du Phoque à capuchon   | [ 139 ]             | Phoque à capuchon   |
| Phoque barbu Erignathus barbatus (Erxleben, 1777)             | Bearded seal                                            | Erratique                        | Aire de répartition du Phoque barbu        | [ 140 ]             | Phoque barbu        |
| Phoque gris Halichoerus grypus (Fabricius, 1791)              | Grey seal                                               | Autochtone                       | Aire de répartition du Phoque gris         | [ 141 ]             | Phoque gris         |
| Phoque du Groenland Pagophilus groenlandicus (Erxleben, 1777) | Harp seal                                               | Erratique                        | Aire de répartition du Phoque du Groenland | [ 142 ]             | Phoque du Groenland |
| Phoque veau marin Phoca vitulina Linnaeus, 1758               | Harbor seal                                             | Autochtone                       | Aire de répartition du Phoque veau marin   | [ 143 ]             | Phoque veau marin   |
| Phoque annelé Pusa hispida (Schreber, 1775)                   | Ringed seal                                             | Erratique                        | Aire de répartition du Phoque annelé       | [ 144 ]             | Phoque annelé       |

### Famille:Félidés
| Nom vulgaire, nom binominal et citation d'auteurs | Nom vulgaire anglais (langue officielle du Royaume-Uni) | Origine et statut au Royaume-Uni | Aire de répartition                 | Statut UICN mondial | Image        |
| ------------------------------------------------- | ------------------------------------------------------- | -------------------------------- | ----------------------------------- | ------------------- | ------------ |
| Chat sauvage Felis silvestris Schreber, 1777      | Wildcat                                                 | Autochtone                       | Aire de répartition du Chat sauvage | [ 145 ]             | Chat sauvage |
| Lynx boréal Lynx lynx (Linnaeus, 1758)            | Eurasian lynx                                           | Autochtone (Disparu)             | Aire de répartition du Lynx boréal  | [ 147 ]             | Lynx boréal  |